# Paronychia coquimbensis
Paronychia coquimbensis är en nejlikväxtart som beskrevs av C. Gay. Paronychia coquimbensis ingår i släktet prasselörter, och familjen nejlikväxter. Utöver nominatformen finns också underarten P. c. appressa.